# Alkoholprocent
Alkoholprocenten er betegnelsen for mængden af ethanol i en alkoholisk drik.

## To måder at beregne alkoholprocenten
Alkoholprocenten kan beregnes efter vægt eller efter volumen. Tidligere blev vægtprocent anvendt i forbindelse med øl, mens volumenprocent blev anvendt til stort set alle andre formål. Nu er volumenprocent standarden.

## Beregning af volumenprocent alkohol
Volumenprocent angives enten som % ABV (Alcohol by volume) eller blot % Vol.
Under produktionen af vin og øl, tilsættes gær til en sukkerholdig opløsning. Under gæringen, forbruger gærorganismerne sukkeret og omdanner det til alkohol. Da massefylden af sukker i vand er større end massefylden af alkohol i vand, så kan man med et alkoholmeter måle massefylden, kaldet (SG), før og efter gæringen. Mængden af alkohol kan derefter beregnes.

### Vin
Den enkleste metode til at måle volumenalkoholprocenten i vin er beskrevet af den engelske forfatter Cyril Berry:
- {\displaystyle ABV=(StartSG-slutSG)/7,36}

### Øl
Beregningen for øl er:
Det antages at, for hvert gram CO2 der fremstilles af gæringen, fremstilles 1,05 gram ethanol og massefylden for ethanol er 0,79.
- volumenprocent (ABV) = {\displaystyle ((1,05*(StartSG-slutSG))/slutSG]/(0,79*100)} [2]

Mange brygggerier anvender imidlertid denne formel:
- {\displaystyle ABV=(StartSG-slutSG)*131}

## Vægtprocent
Vægtprocent betegnes ABW, som står for Alcohol by weight. Den er opgivet i procent og bruges på samme måde som til at bestemme alkoholindholdet i bl.a. øl.
Ved et lavt alkoholindhold er vægtprocenten cirka 4/5 af volumenprocenten (f.eks 3,2% vægtprocent svarer til 4,0% volumenprocent).  På grund af forholdet mellem vægt og volumen i alkohol og vand, så er omregningsfaktoren ikke konstant, men afhænger af koncentrationen af alkohol. Dog svarer 100% volumenprocent til 100% vægtprocent.